# Villa O'Higgins
Villa O'Higgins är en ort i Chile. Den är huvudstad i kommunen O Higgins och ligger i provinsen Capitán Prat i regionen Región de Aisén, i landets södra del. Samhället ligger 220 km söder om Cochrane och 550 km söder om Coyhaique. Villa O'Higgins ligger 267 meter över havet och antalet invånare är 400. Samhället grundades 1966 och är uppkallad efter den chilenska självständighetshjälten Bernardo O’Higgins.

## Infrastruktur
Villa O'Higgins är förbunden med övriga Chile genom riksvägen Carretera Austral - den sista 120 km vägsträckan söderut från Puerto Yungay som färdigställdes år 2000 - och som leder till isfältet Campo de Hielo Sur.
Staden har en flygplats, flera pensionat, en radiostation och ett antal butiker. Under sommaren (december-februari) går båtar regelbundet och tar passagerare från Villa O'Higgins över Lago O'Higgins till Candelario Mansilla, varifrån det är möjligt att korsa gränsen till Argentina via en stig (ingen väg).

## Terräng
Terrängen runt Villa O'Higgins är bergig söderut, men norrut är den kuperad. Trakten runt Villa O'Higgins är nära nog obefolkad, med mindre än två invånare per kvadratkilometer..